# Courtney Lindsey
Courtney Lindsey (* 18. November 1998 in Rock Island, Illinois) ist ein US-amerikanischer Sprinter, der sich auf den 200-Meter-Lauf spezialisiert hat.

## Sportliche Laufbahn
Courtney Lindsey wuchs in Illinois auf und besuchte das Iowa Central Community College, ehe er 2020 ein Studium an der Texas Tech University begann. 2023 wurde er NCAA-Collegemeister im 100-Meter-Lauf und startete über 200 Meter bei den Weltmeisterschaften in Budapest, bei denen er mit 20,22 s im Halbfinale ausschied. Im Jahr darauf siegte er in 19,71 s über 200 Meter beim Kip Keino Classic und siegte anschließend mit der US-amerikanischen 4-mal-100-Meter-Staffel in 37,40 s bei den World Athletics Relays auf den Bahamas. Im Mai wurde er bei der Doha Diamond League in 20,01 s Zweiter, wie auch beim Prefontaine Classic mit 20,09 s. Im August verhalf der der Staffel bei den Olympischen Sommerspielen in Paris zum Finaleinzug.

## Persönliche Bestzeiten
- 100 Meter: 9,89 s (+1,8 m/s), 9. Juni 2023 in Austin
  - 60 Meter (Halle): 6,58 s, 24. Februar 2023 in Lubbock
- 200 Meter: 19,71 s (−1,5 m/s), 20. April 2024 in Nairobi
  - 200 Meter (Halle): 20,13 s, 25. Februar 2023 in Lubbock